# خالد السلامة (لاعب كرة قدم)
خالد السلامة هو لاعب كرة قدم سعودي معتزل يلعب في خط الدفاع و يمتلك قدم قوية ومتخصص في تسديد الكرات الثابتة وسبق أن مثل نادي النصر السعودي وسبق له تمثيل المنتخب السعودي للشباب لكرة القدم في كأس بطولة العالم للشباب لكرة القدم 2003 اللتي استضافتها دولة الإمارات العربية المتحدة.